# Awa (Tokushima)
Awa (阿波市, Awa-shi) est une ville située dans la préfecture de Tokushima, au Japon.

## Géographie

### Situation
La ville d'Awa est située au nord de la préfecture de Tokushima, sur l’île de Shikoku.

### Municipalités limitrophes
| Mima        | Higashikagawa | Higashikagawa |
| Mima        | Awa           | Kamiita       |
| Yoshinogawa | Yoshinogawa   | Yoshinogawa   |

### Démographie
En juin 2020, la population d'Awa s'élevait à 36 759 habitants, répartis sur une superficie de 191,11 km2.

### Hydrographie
Awa est bordée par le fleuve Yoshino au sud.

### Climat
Awa a un climat subtropical humide caractérisé par des étés chauds et des hivers frais avec peu ou pas de chutes de neige légères.

## Histoire
La ville d'Awa a été créée en 2005 de la fusion des anciens bourgs d'Awa, Ichiba, Donari et Yoshino.

## Culture locale et patrimoine
- Hōrin-ji
- Jūraku-ji
- Kirihata-ji
- Kumadani-ji

## Personnalité liée à la ville
- Takeo Miki (1907-1988), Premier ministre